# Virgichneumon albomarginatus
Virgichneumon albomarginatus är en stekelart som först beskrevs av Cresson 1867.  Virgichneumon albomarginatus ingår i släktet Virgichneumon och familjen brokparasitsteklar. Inga underarter finns listade i Catalogue of Life.